# Txervone (Nijniohirski)
|  | Per a altres significats, vegeu «Txervone». |

Txervone (en (ucraïnès): Червоне, en rus: Червоное, Txervónoie) és un poble de la República Autònoma de Crimea a Ucraïna, que el 2014 tenia 396 habitants. Pertany al districte de Nijniohirski. Fins al 1945 la vila es deia Nogailí-Akhmat.